# Ligne Marseille - Briançon
 (août 2009).
Si vous disposez d'ouvrages ou d'articles de référence ou si vous connaissez des sites web de qualité traitant du thème abordé ici, merci de compléter l'article en donnant les références utiles à sa vérifiabilité et en les liant à la section « Notes et références ».
La ligne Marseille - Briançon, avec ses 315 kilomètres, est la plus longue relation commerciale ferroviaire de la région Provence-Alpes-Côte d'Azur, en France. Elle traverse, du sud au nord, les départements des Bouches-du-Rhône, des Alpes-de-Haute-Provence et des Hautes-Alpes, avec un court passage dans l'extrême est du département de Vaucluse. Elle emprunte les infrastructures suivantes :
- La section de Veynes - Dévoluy à Marseille-Saint-Charles de la ligne de Lyon-Perrache à Marseille-Saint-Charles (via Grenoble) (partie sud de la ligne no 905 000).
- La ligne de Veynes à Briançon (ligne no 915 000).

La ligne est à voie unique, à l'exception de deux courts tronçons récemment aménagés entre Marseille et Aix-en-Provence et un autre à l'approche de Veynes ; elle n'est pas électrifiée. En 2022, trois trafics TER sont assurés, ainsi qu'entre Veynes et Briançon où quelques trains Intercités de nuit assurent une liaison depuis Paris.

## Histoire
(avril 2014).

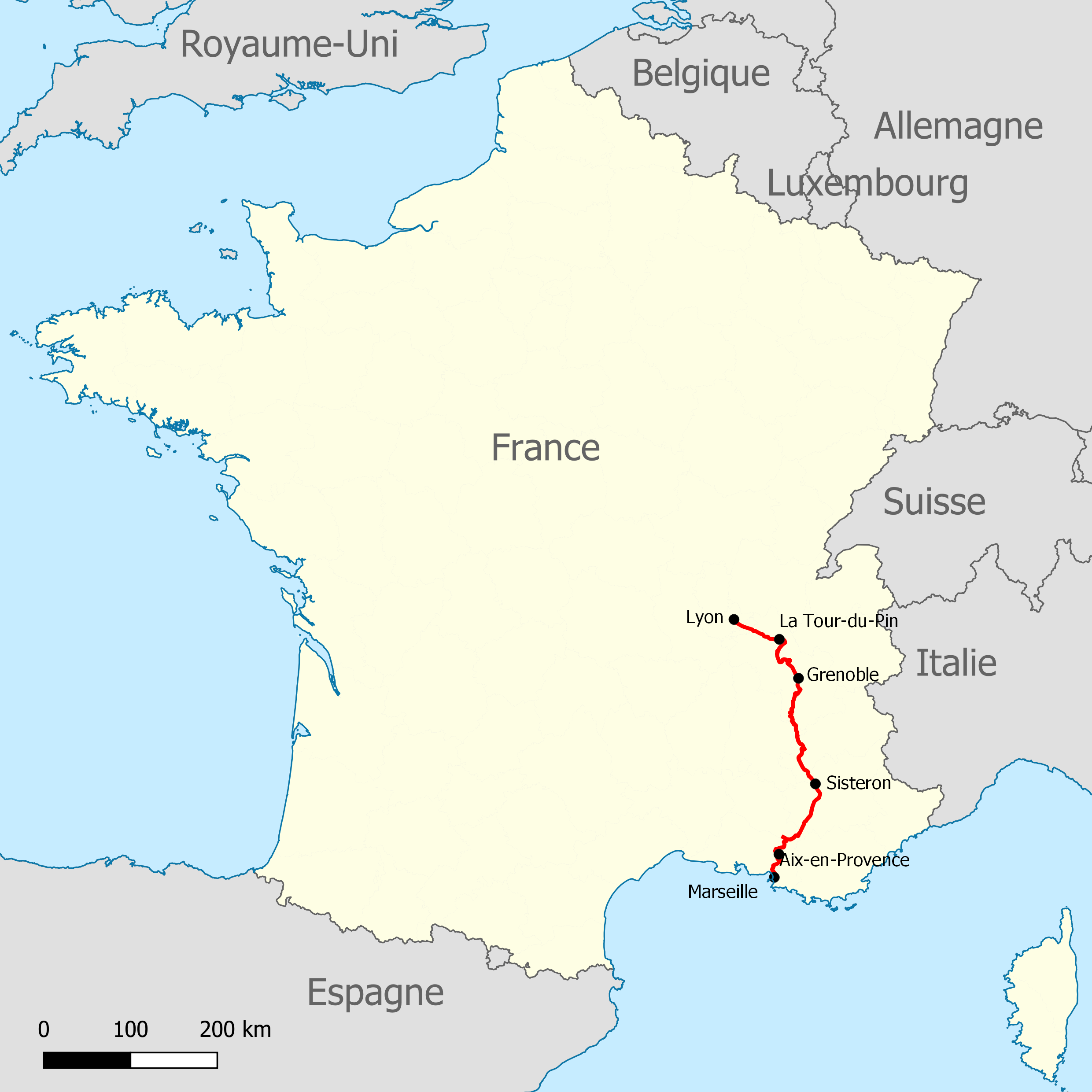
La ligne Lyon-Marseille via Grenoble inaugurée à partir de 1857

À la suite de la déconfiture financière de la Compagnie du chemin de fer Grand-Central de France, son démantèlement est organisé en 1857 au profit de la Compagnie du chemin de fer de Paris à Orléans et de la constitution de la Compagnie des chemins de fer de Paris à Lyon et à la Méditerranée. Cette dernière compagnie se voit octroyer, entre autres, la concession à titre éventuel de deux lignes la première « d'Avignon à Gap avec embranchement, d'une part sur Aix, et d'autre part, sur Miramas, par Salon », et la seconde « de Gap vers la frontière sarde » lors de sa création par la convention signée le 11 avril 1857 entre le ministre des Travaux publics et les Compagnie du chemin de fer de Paris à Lyon et Compagnie du chemin de fer de Lyon à la Méditerranée. Cette convention est approuvée par décret le 19 juin 1857.
La ligne d'Aix à Gap a été déclarée d'utilité publique par un décret impérial le 25 août 1861.
La ligne de Marseille à Aix a été concédée à la Compagnie des chemins de fer de Paris à Lyon et à la Méditerranée par une convention entre le Ministre secrétaire d'État au département de l'agriculture du commerce et des travaux publics et la compagnie signée le 1er mai 1863. Cette convention a été approuvée par un décret impérial le 11 juin 1863.
Le tracé de la section entre Sisteron et Gap est fixé par la vallée du Buech et le col de la Freissinousse par un décret impérial le 2 janvier 1869.
La section entre Gap et Briançon est concédée à la Compagnie des chemins de fer de Paris à Lyon et à la Méditerranée par une convention entre le Ministre des travaux publics et la compagnie signée le 3 juillet 1875. Cette convention a été approuvée à la même date par une loi qui déclare simultanément la ligne d'utilité publique.
La mise en service de l'ensemble de la ligne nécessitera une douzaine d'années. La section de ligne entre Aix-en-Provence et Meyrargues, qui s'embranche sur la ligne de Rognac à Aix-en-Provence en service depuis 1856, est ouverte le 31 janvier 1870. Puis, le 15 mai suivant c'est au tour de la section entre Meyrargues et Pertuis. Deux mois plus tard, le 8 juillet 1872, la section entre Pertuis et Volx est ouverte aux circulations. Le 25 novembre suivant les trains circulent entre Volx et Sisteron. Il faut ensuite attendre le 1er février 1875 pour l'ouverture de la section de ligne entre Sisteron et Gap. À compter du 15 octobre 1877, la voie directe de Marseille-Saint-Charles à Aix par Gardanne est ouverte à la circulation des trains. Cette mise en service marginalise l'itinéraire initial par Rognac pour les relations entre Aix et Marseille, et nécessite la création d'une nouvelle gare de passage à Aix en remplacement de celle d'origine qui était en impasse. Il faut ensuite patienter jusqu'au 15 juillet 1883 pour voir l'ouverture de la section de ligne entre Gap et Montdauphin - Guillestre. Enfin, le 15 septembre 1884 le tronçon terminal de la ligne entre Montdauphin - Guillestre et Briançon est ouvert aux circulations.
- Le 01/07/1935, création de la relation estivale Grenoble - Digne via Veynes, assurée par les autorails Michelin (dits "Michelines") ZZ R 1 et 2 du Centre autorails de Grenoble.
- En 1937 et 1938, mise en service des autorails Decauville ZZ p. 1 à 9 (renumérotés X 52001 à X 52009 en 1962) du Centre autorails de Grenoble sur Grenoble - Veynes - Gap - Briançon. Cette première série d'autorails Decauville sera suivie en 1945 d'une seconde série XDC 2101 à 2110 (renumérotés en 1962 X 52101 à X 52110) affectée au même Centre autorails de Grenoble et assurant les mêmes relations mais allant en plus jusqu'à Marseille. Ces autorails des séries X 52000 et X 52100 circulèrent jusqu'en 1973, mais leurs services ont été progressivement repris par les autorails des séries X 2400 puis X 2800.
- En 1938, création d'un train express direct et quotidien Gare de Lyon-Perrache - Marseille via Grenoble et Veynes, qui a circulé jusqu'en 1972.
- En 1942, circulation de locomotives à vapeur 242CT du dépôt de Portes-lès-Valence sur Valence - Briançon via Livron, Veynes et Gap.
- En 1946, circulation de locomotives à vapeur 141 E des dépôts de Portes-lès-Valence, Grenoble, Veynes et Marseille-Blancarde sur l'étoile de Veynes, dont les trains Lyon - Marseille via Grenoble et Veynes et les Paris - Briançon.
- En été 1946, reprise de la liaison estivale Grenoble - Digne via Veynes interrompue pendant la période de guerre, et assurée par des autorails X 52100 du Centre autorails de Grenoble.
- 1949 Mise en service de la signalisation (BM) de la section Marseille - Aix-en-Provence.
- 8 octobre 1950, mise en service du raccordement direct de Pertuis. La gare perd son statut de gare de rebroussement obligatoire entre Aix et Veynes.
- En été 1953, la relation estivale Grenoble - Digne est amorcée à Genève et assurée par des autorails X 52000 ou X 52100 du Centre autorails de Grenoble.
- en juin 1957, la ligne est coupée lors de la catastrophe du Queyras par des inondations violentes.

Le barrage Serre-ponçon est déclaré d'utilité publique par une loi du 5 janvier 1955, dans le cadre de l'aménagement de la Durance. La création de cette retenue nécessite de dévier la ligne de chemin de fer entre Chorges et Embrun. La loi, dans son article 13, renvoie à un décret ultérieur les modalités de rétablissement des voies de communication. Celles-ci sont définies à l'article 12 du cahier des charges de la concession à EDF approuvé par un décret le 26 septembre 1961. La déviation de la voie ferrée est mise en service en 1960.
- Le 31/05/1959, première circulation du train « Alpazur » Genève - Grenoble - Veynes - Digne (et retour), par la ligne des Alpes, assuré par les autorails panoramiques Renault X 4205 et X 4206 (de la série X 4200 du dépôt de Marseille). Le train Alpazur donnait correspondance à Digne à un train du même nom des Chemins de fer de Provence (CP) reliant Digne à Nice. L'Alpazur a circulé chaque été jusqu'en 1975 inclus.
- Le 31/05/1964, des autorails X 2800 du dépôt de Marseille-Blancarde assurent la relation Grenoble - Marseille via Veynes.
- En été 1972 des locomotives diesel CC 72000 assurent la traction des trains express Lyon - Marseille via Grenoble et Veynes. Ce train direct Lyon - Marseille circulera pour la dernière fois à la fin de l'été 1972.
- De 1974 à 1975, circulation d'autorails de la série X 4500.
- En 1975 la navette Pertuis-Meyrargues a été supprimée. Il n'y a plus de trains de voyageurs à Pertuis. (La ligne entre Cheval-Blanc et Pertuis ayant été fermée aux voyageurs en 1940)
- En été 1975, mise en service des autorails tricaisses X 4900 sur Marseille - Briançon.
- Le 13/07/1975, cérémonies du centenaire de la ligne de Veynes à Briançon avec baptême de l'autorail X 4901/4902 (série X 4900) "Ville de Veynes" et circulation d'un train spécial entre Veynes et Briançon (et retour) tracté par la locomotive à vapeur 141R 1187. C'était la première fois qu'une locomotive de la série 141R circulait sur cette ligne.
- Le 02/06/1981, après quelques années d'interruption, l'Alpazur reprend du service avec une rame inaugurale composée des X 2729 + XR 7729 + XR 7723 + X 2733 (de la série RGP-1 X 2720 / X 2770) en livrée orange et grise, pavoisées aux couleurs françaises et suisses) et circule à nouveau entre Genève, Grenoble, Veynes et Digne. En été 1984, ce train est amorcé depuis Lyon au lieu de Genève. En 1985, il ne part que de Grenoble, et en 1987 il est classé en train « Loisirail ». L'Alpazur circule pour la dernière fois le 23/09/1989.
- 3 septembre 2001, réouverture de la ligne Pertuis-Meyrargues et de la gare.

La modernisation de la section entre Aix et Marseille est déclarée d'utilité publique et urgente par décret le 25 septembre 2003. Cette modernisation comporte un doublement partiel de la voie unique et l'ouverture de trois nouvelles gares à Picon-Busserine, Saint-Joseph et Saint-Antoine.
Le 2 février 2006, RFF supprime le passage à niveau no 116 de l'ancienne RN8 (actuelle RD8n) sur la commune de Bouc-Bel-Air et attribue les premiers marchés pour les travaux de modernisation de la ligne Marseille - Aix-en-Provence. Un arrêté préfectoral du 30 janvier 2008 acte la suppression de ce passage à niveau.

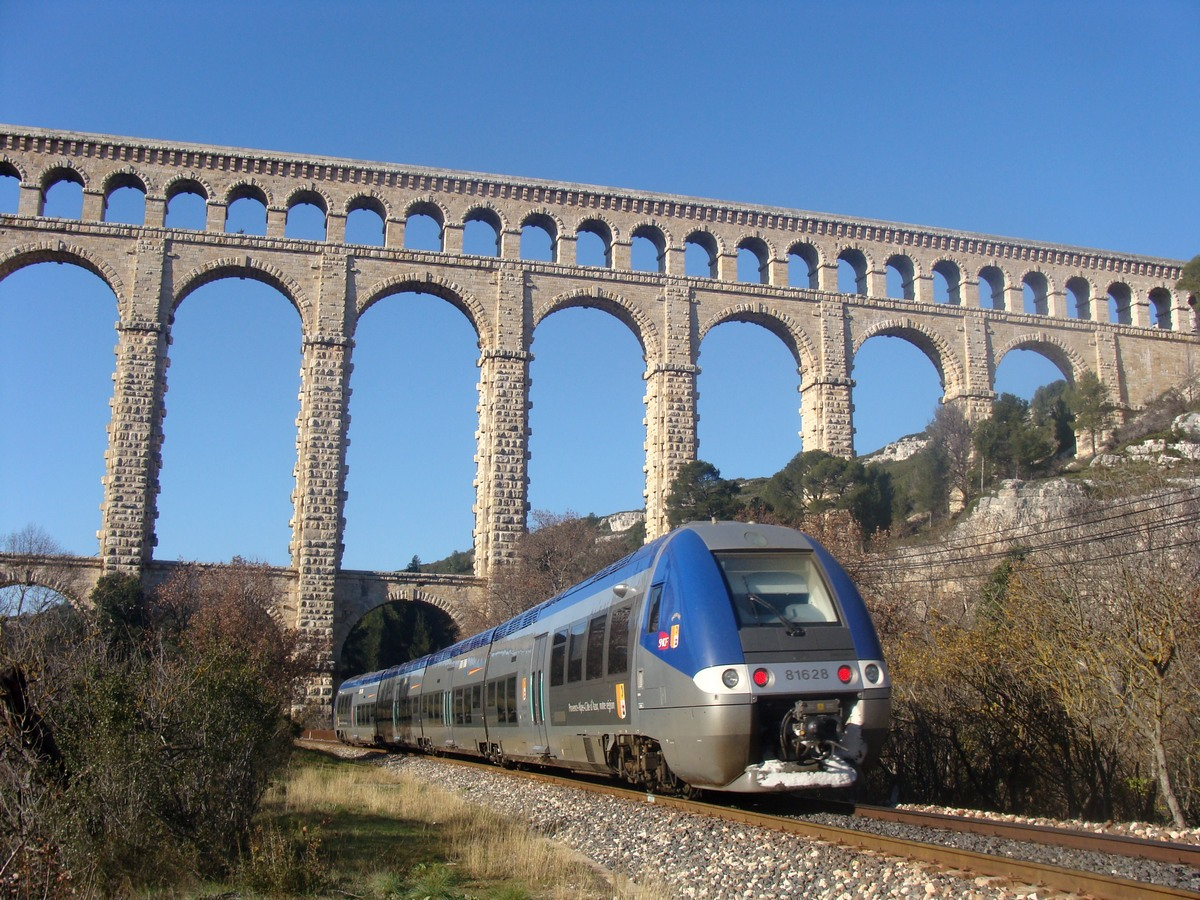
Décembre 2008: une rame Briançon - Marseille détournée par Rognac passe sous l'aqueduc de Roquefavour.

- 10 décembre 2006 fermeture pour deux ans de la ligne entre Marseille et Aix-en-Provence pour rénovation complète de la voie. L'acheminement des voyageurs en trafic local s'effectue en autocar entre Marseille et Aix. Deux liaisons Marseille - Briançon et retour sont assurées via Rognac avec utilisation exceptionnelle de la Ligne de Rognac à Aix-en-Provence normalement fermée au trafic voyageurs.
- Du 28 au 30 juin 2008, circulation de l'autorail historique X 2403 (de la série X 2400) sur l'étoile de Veynes, Marseille - Briançon le premier jour, Veynes - Monestier-de-Clermont et retour le second jour, et Veynes - Livron - Marseille le troisième jour.

Le 14 décembre 2008, après sa modernisation, la ligne entre Aix-en-Provence et Marseille est rouverte. Ce tronçon comporte désormais 3 sections à double voie pour une longueur cumulée de 12 kilomètres. La première au départ de Marseille sur 6 kilomètres, jusqu'au viaduc de Saint-Antoine, la deuxième d'une longueur de 4 kilomètres entre Septèmes et l'ancienne gare de Bouc - Cabriès, et la troisième sur 2 kilomètres au nord de Gardanne. Les installations de sécurité ont été entièrement remplacées avec la mise en place d'une signalisation automatique à commande centralisée. En outre 3 nouvelles gares ont été créées à Marseille. Ces améliorations de l'infrastructure ont permis la mise en place d'une desserte cadencée,.
Par arrêté préfectoral du 26 juillet 2012, le conseil général des Bouches-du-Rhône est autorisé à entreprendre les travaux de suppression du passage à niveau de l'ancienne RN7 (actuelle RD7n) situé à La Calade.

## Description
Dans les Alpes-de-Haute-Provence, les villes éloignées de la Durance (Forcalquier, Digne, Barcelonnette) étaient ou auraient dû être reliées par des embranchements. Celui de Volx à Forcalquier a disparu, celui de Saint-Auban à Digne-les-Bains est neutralisé, et celui de Chorges à Barcelonnette n'a jamais été mis en service. Dans les Hautes-Alpes par contre, la voie ferrée dessert les six villes les plus importantes du département (Gap, Briançon, Embrun, Laragne, Veynes, Chorges).
La section de Marseille à Veynes est la partie sud d'une historique et touristique « ligne des Alpes » joignant Lyon à Marseille par Grenoble et Aix-en-Provence. Cette section, d'un profil difficile, à voie unique sur la plus grande partie de son itinéraire, et comportant un rebroussement à Veynes, et à l'origine un autre à Pertuis, a perdu progressivement son intérêt, notamment après l'électrification de la section Lyon-Grenoble (ligne de Lyon à Marseille via Veynes), qui induisait un changement de locomotive supplémentaire. La Province du Dauphiné fut coupée en deux (Isère et Drôme en région Rhône-Alpes, et Hautes-Alpes en région Provence-Alpes-Côte d'Azur) et dès lors les relations des Hautes-Alpes se tournèrent davantage vers Marseille et la haute vallée de la Durance. Dès 1972, les trains directs Lyon - Marseille via Grenoble et Veynes disparurent, seul le train "Alpazur" circulant encore quelques années entre Genève et Digne via Grenoble et Veynes.
Le profil est assez contrasté. Paradoxalement, c'est dans la partie sud que les déclivités sont les plus importantes : entre Marseille-Saint-Charles (altitude 42 mètres) et Meyrargues (alt. 205 m.), on franchit le seuil de Bouc-Cabriès (alt. 210 m), la cuvette d'Aix (75 m au niveau de l'Arc), puis l'extrémité de la Trévaresse (325 m). La partie médiane de l'itinéraire, le long de la Durance, n'offre guère de difficultés, et permet des vitesses de l'ordre de 110 km/h. Au nord de Sisteron, le contexte devient montagneux, et le profil redevient par moments plus difficile ; c'est le cas notamment à l'approche de Gap.

### De gare en gare
De Marseille à Aix-en-Provence. La ligne quitte la ligne Paris-Marseille juste après le plateau Saint-Charles, au niveau de Saint-Barthélemy. La ligne assez tortueuse traverse une zone péri-urbaine plus ou moins dense, longe le flanc sud-ouest du massif de l'Étoile jusqu'au viaduc surplombant le ruisseau des Aygalades, rejoignant le plateau de Saint-Antoine. La ligne continue alternant viaducs et tranchées jusqu'à Septèmes-les-Vallons et Cabriès, passant à proximité de la zone commerciale de Plan de Campagne. Jusqu'à Aix-en-Provence, la ligne traverse des zones de campagne dans la grande banlieue nord de Marseille.
De la gare d'Aix-en-Provence, la ligne monte jusque sur le plateau de Puyricard, qu'elle atteint par un tunnel. Elle traverse à niveau la route nationale 7 au lieu-dit La Calade, d'où partait une ligne vers Salon-de-Provence, aujourd'hui disparue. Elle longe Puyricard, Venelles, puis descend par un long vallon jusqu'à Meyrargues qu'elle contourne largement jusqu'à atteindre la vallée de la Durance (alt. 200 m).

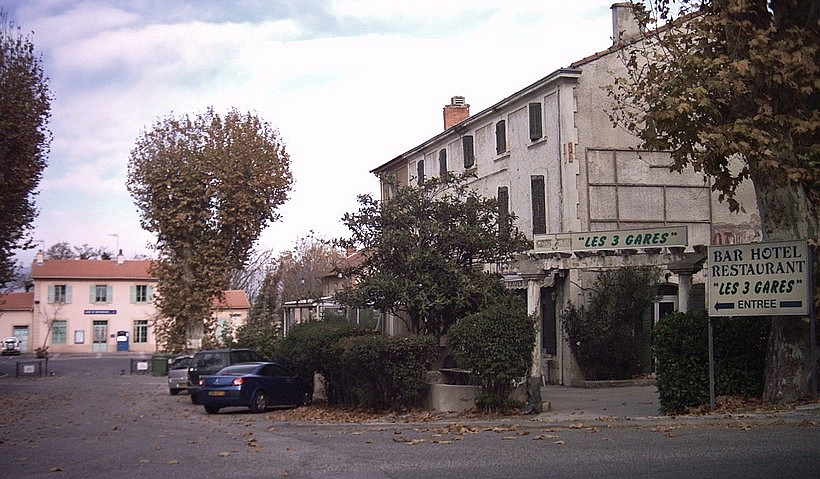
Devant la gare de Meyrargues, un hôtel a gardé le nom « Les trois gares »

La gare de Meyrargues fut une gare triple, car de la ligne principale se détachaient au début du XXe siècle deux lignes secondaires. La première, à voie métrique, exploitée par le Sud-France vers Draguignan et Nice, et la seconde à voie normale exploitée par la Compagnie des chemins de fer départementaux des Bouches-du-Rhône, vers Salon-de-Provence et Arles. Elle reste une gare de croisement, et sert de point de correspondance pour les voyageurs à destination de Pertuis à partir des trains venant du nord. À la sortie de la gare de Meyrargues, la voie ferrée traverse la Durance, et entre dans le département de Vaucluse. Immédiatement après le viaduc se trouve un double embranchement de 2 kilomètres vers Pertuis, suivi par certaines circulations en provenance d'Aix-en-Provence. Lors de la construction de la ligne, le rebroussement à Pertuis était le passage obligé. Le raccordement direct, actuellement emprunté, n'a été posé qu'au milieu des années 1950.
De là la ligne principale remonte la Durance sur sa rive droite, qu'elle  ne quittera qu'à la sortie de Sisteron. Passé le défilé de Mirabeau, elle entre dans les Alpes-de-Haute-Provence. Elle n'y dessert aujourd'hui plus que :
- Manosque, deuxième arrêt depuis Aix, à 70 km de cette dernière
- La Brillanne - Oraison, gare de croisement
- Château-Arnoux - Saint-Auban, nouvelle appellation de la gare traditionnelle de Saint-Auban, au milieu des usines chimiques, gare de croisement et point d'embranchement de la ligne vers Digne-les-Bains (22 km), qui n'est plus desservie. Jusqu'à la fin des années 1970, des circulations en provenance de Marseille allaient à Digne, et l'« Alpazur » en provenance de Genève via Grenoble était relayé à Digne par les chemins de fer de Provence à destination de Nice.
- Sisteron, gare de croisement.

À la sortie de Sisteron, la ligne quitte la Durance pour son affluent le Buëch, et entre dans les Hautes-Alpes. Après Serres, elle oblique vers l'est pour suivre le Petit Buëch, et rejoint peu avant Veynes une double voie venant d'Aspres-sur-Buëch, où se sont réunies deux lignes venant de Valence et de Grenoble. 
- Veynes fut longtemps un nœud ferroviaire important : relais pour les locomotives à vapeur, jusque dans les années 1985/6 des rames s'y scindaient, des liaisons Marseille - Grenoble ou Digne - Genève y rebroussaient. Ce n'est aujourd'hui qu'une simple gare de croisement, avec 3 voies à quai.

De Veynes à Briançon le trafic est plus important, du fait de l'adjonction des relations TER en provenance de Grenoble et Valence, et des Intercités en provenance de Paris via Valence (en moyenne 14 circulations dans chaque sens en semaine, plus en période de sports d'hiver). La ligne Veynes - Briançon, anciennement à double voie jusqu'à Chorges, a été ramenée à voie unique pendant la guerre ; des installations de croisement ont été maintenues dans les gares intermédiaires. À partir de la Freissinouse (altitude 965 mètres) s'amorce la descente sur la cuvette de Gap. Sur cette section -- 220 mètres de dénivelé en 17 kilomètres -- les rames tractées nécessitent une remorque en unité multiple (UM) ne demandant qu'un seul conducteur.
La gare de Gap (alt. 744 m) compte 3 voies à quai et plusieurs voies de service. Une partie des TER en provenance de Grenoble, de Valence-Ville et de Marseille terminent à Gap. La ligne continue vers l'est. De Chorges partait la plateforme d'une ligne prévue pour desservir la vallée de l'Ubaye, jamais achevée, et partiellement noyée par le lac de Serre-Ponçon. 
La voie ferrée retrouve enfin la Durance, qu'elle suivra jusqu'à son terminus. La retenue de Serre-Ponçon a nécessité de rectifier le tracé de la ligne sur quelques kilomètres ; la halte de Prunières a été fermée, et la nouvelle gare de Savines est séparée de la ville de Savines-le-Lac, reconstruite sur la rive opposée, par un pont élégant mais long de près d'un kilomètre.
La ligne est désormais en montée presque continue, comporte de nombreux ouvrages d'art, et franchit plusieurs fois la Durance et la route nationale. Les gares suivantes sont des centres touristiques essentiellement liés aux stations de sport d'hiver : Embrun pour Crévoux et Les Orres, Montdauphin-Guillestre pour le Queyras et la zone touristique de Vars, l'Argentière-les-Écrins pour la Vallouise, et Briançon, son terminus, à 1 203 mètres d'altitude, pour Serre Chevalier et Montgenèvre.

### Embranchements
- À Gardanne, voie unique vers Brignoles et Carnoules (sur la ligne de Marseille-Saint-Charles à Vintimille (frontière)) ; trafic restreint jusqu'à Peynier - Rousset; voie neutralisée ensuite jusqu'à Carnoules.
- À Aix, voie unique vers Rognac (sur la ligne de Paris-Lyon à Marseille-Saint-Charles) et l'étang de Berre ; trafic restreint (trains de bauxite)
- À la Calade, voie unique vers Salon-de-Provence (disparue en totalité)
- À Meyrargues, deux lignes affluentes, aujourd'hui disparues en totalité :
  - côté ouest, une ligne des chemins de fer départementaux des Bouches-du-Rhône, à voie normale, à destination d'Arles
  - côté est, la ligne « Centre Var » des Chemins de fer de Provence (antérieurement Sud-France), à voie métrique, vers Draguignan et Grasse
- Au nord du pont de Pertuis, raccordement en triangle sur une double voie vers Pertuis (avec service voyageurs) continuant en voie unique sur Cavaillon et Avignon (actuellement ouverte uniquement au fret). À l'origine, la ligne faisait un rebroussement à Pertuis, utilisant une voie dans chaque sens de circulation ; la voie shuntant cet aller-retour a été posée au début des années 1960.
- À Volx, ancienne ligne vers Forcalquier et Apt, dont n'est resté qu'un court embranchement industriel pour desservir une carrière jusqu'au milieu des années 1980.
- À Saint-Auban, voie unique vers Digne, fermée, n'assurant plus la correspondance vers Nice par les Chemins de fer de Provence (à voie métrique).
- 5 kilomètres avant Veynes, jonction avec une double voie provenant d'Aspres-sur-Buech, où se sont réunies la section nord de l'ancienne ligne des Alpes (Lyon - Grenoble - Veynes par la Croix-Haute) et la ligne montant de Valence. À l'origine, la ligne des Alpes (Lyon - Marseille) faisait aller-retour sur ce tronçon pour desservir Veynes avec rebroussement. Aucun raccordement direct n'a été créé, et les liaisons directes nord - sud ont été supprimées dans les années 1980.

### Ouvrages d'art remarquables

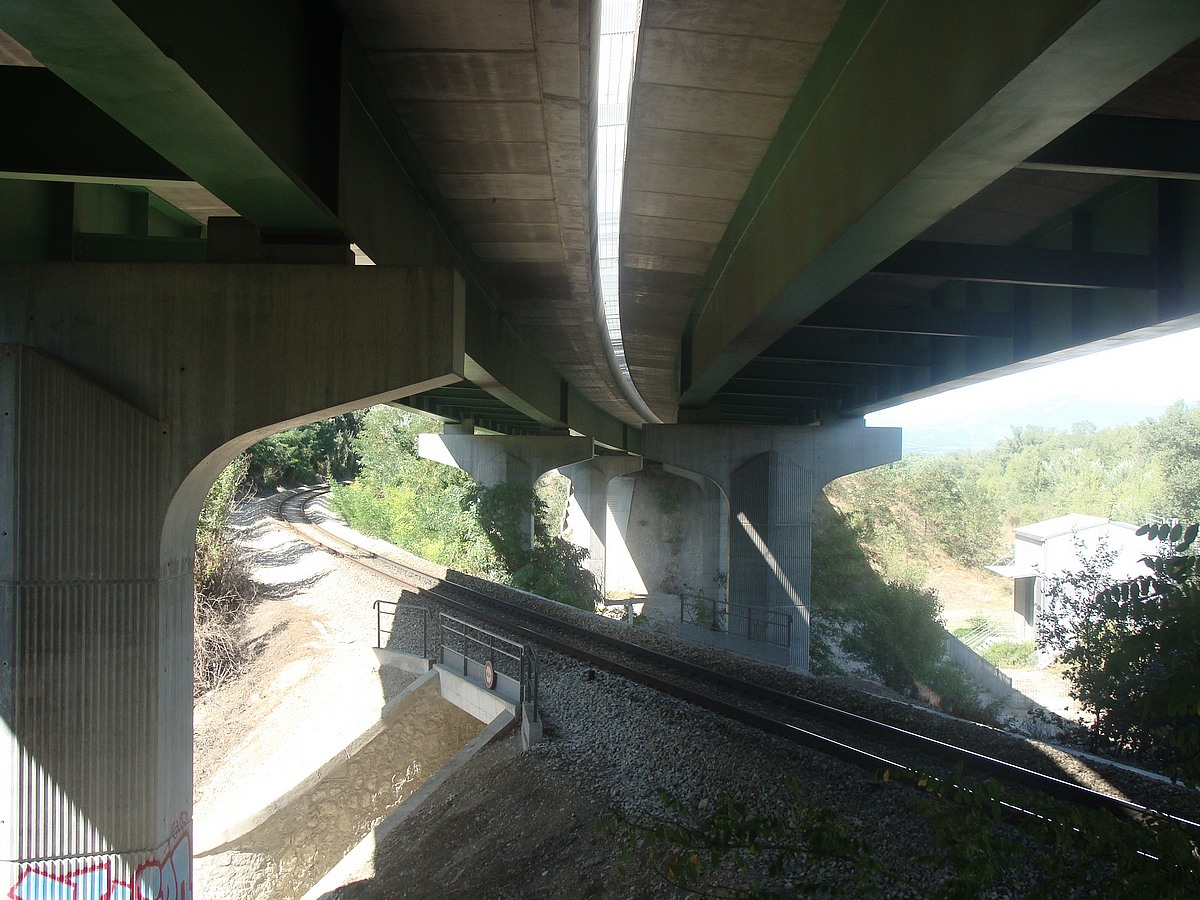
Le viaduc de l'autoroute au-dessus de la voie ferrée à Lurs

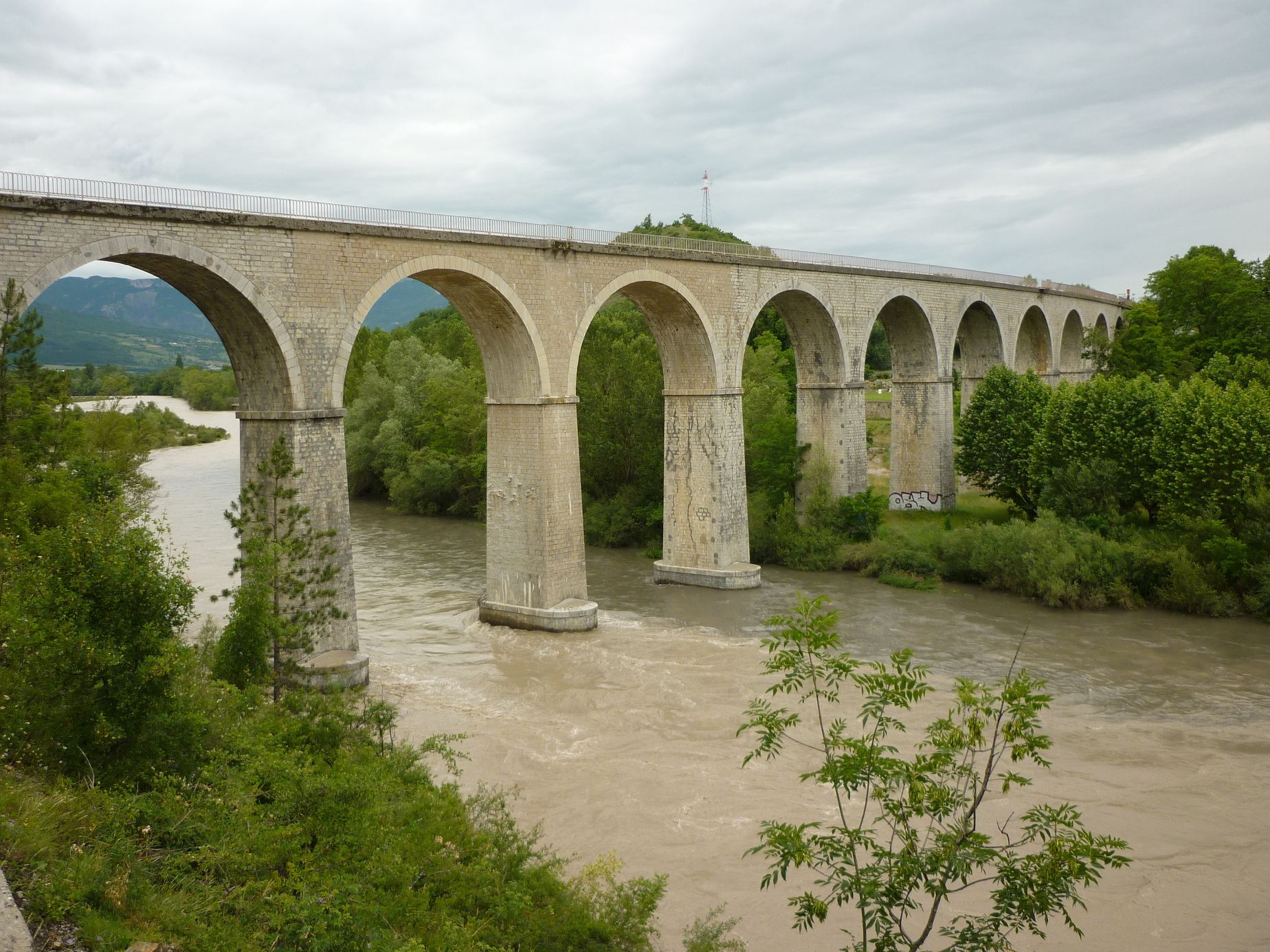
Le viaduc de Sisteron, sur le Buëch

- Viaduc des Aygalades, à la sortie nord de Marseille
- Viaduc de l'Arc, à Aix-en-Provence, ouvrage rendu célèbre par les peintures de Paul Cézanne (longueur 435 mètres)
- Tunnel des Figons, à la sortie nord d'Aix-en-Provence (790 m.)
- Viaduc de l'autoroute A 51 à la hauteur de Lurs, franchissant la voie ferrée en fort biais et en courbe
- Tunnel de Sisteron (847 m.)
- Viaduc de Sisteron sur le Buëch
- Tunnel du Villaret, peu avant Embrun (948 m.)
- Succession de 6 tunnels totalisant plus de 2,5 kilomètres en moins de 5 kilomètres de ligne, entre l'Argentière et Prelles.

## Desserte
Service de semaine, en 2014 :
- 40 allers-retours quotidiens Marseille - Aix-en-Provence[16] avec arrêt dans toutes les gares intermédiaires, dont 8 poursuivent sur Meyrargues et Pertuis ; des services partiels existent entre Marseille-Saint-Charles et Saint-Antoine (ter PACA),
- 4 allers-retours Marseille - Gap et 2 allers-retours Marseille - Briançon, directs de Marseille Saint-Charles à Aix-en-Provence sauf un arrêt à Gardanne (IC TER),

auxquels s'ajoutent à partir de Veynes :
- 5 allers-retours Grenoble - Gap (TER Rhône-Alpes)[17], dont 1 poursuit sur Briançon,
- 3 allers-retours Valence - Briançon (ter Rhône-Alpes/PACA), plus 1 Valence - Gap,
- 1 aller-retour de nuit Paris-Austerlitz - Valence - Briançon (Intercités, couplé jusqu'à Valence avec la liaison Paris-Austerlitz - Valence - Nice).

La desserte de la ligne Grenoble - Gap (- Briançon) est cadencée depuis décembre 2007, sur la base d'un train toutes les 2 heures. Depuis le 14 décembre 2008, la desserte locale entre Marseille et Aix est cadencée sur la base de deux trains par heure, sauf exception, auxquels s'ajoutent les services partiels et les relations sur Gap et Briançon, qui suivent un faux cadencement (départs aux mêmes minutes de diverses heures, mais à intervalles irréguliers).
Les samedis, dimanches et fêtes, les fréquences sont moindres.
Pendant les vacances d'hiver, le trafic en provenance de Paris et de Marseille est renforcé certains jours.

## État actuel et perspectives
La haute et moyenne vallée de la Durance est mal desservie en matière ferroviaire. Gap est à 3 heures de Marseille (180 km, 2 heures par l'autoroute A51), autant de Grenoble (100 km, 1 h 30 par route qui pourraient devenir 1 h en cas de réalisation du tronçon nord de l'A51), et 6 de Paris, avec changement. Pour Briançon, ajouter 1h30. Digne n'est pas du tout desservie. L'autoroute est considérée par beaucoup comme la solution à cet enclavement. Pourtant la région Provence-Alpes-Côte d'Azur, désormais autorité organisatrice des transports régionaux, RFF et l'État, ont décidé de renforcer l'attractivité du rail.
Entre janvier 2007 et décembre 2008 la ligne a été complètement rénovée et partiellement doublée entre Marseille et Aix, et le matériel est renouvelé. La section de Gap à Briançon a subi à l'automne 2007 d'importants travaux, et la section de Veynes à Aix-en-Provence, dite ligne du Val de Durance, sera progressivement améliorée d'ici 2014 selon le contrat de projets État-région (CPER) en cours de la région Provence-Alpes-Côte d'Azur.
Actuellement chez RFF un projet d'augmentation de capacité de la ligne entre Aix et Pertuis est à l'étude, et pourrait être présenté à concertation publique vers la fin de l'année.[Quand ?]
L'évolution la plus importante pourrait venir de la réalisation, maintes fois évoquée, d'une jonction ferroviaire de Briançon vers l'Italie. Divers projets ont été présentés, depuis 1907, pour un tunnel sous le col de l'Échelle ou sous le col de Montgenèvre, sans succès. Côté italien (Piémont), l'accord est acquis de longue date[réf. nécessaire]. En 2007, la région Provence-Alpes-Côte d'Azur a enfin obtenu l'inscription par l'État de cette liaison[réf. nécessaire], malgré la priorité donnée par ailleurs à la liaison ferroviaire transalpine Lyon - Turin. Un projet de tunnel ferroviaire sous le col du Montgenèvre permettrait de relier Briançon à Oulx (Val de Suse), assurant la jonction avec la ligne Paris - Turin (ligne du Fréjus). Le trafic pourrait évoluer considérablement : d'une part le rail bénéficierait du transfert, au moins partiel, du trafic routier de marchandises, et d'autre part, paradoxalement, Briançon se trouverait rapproché de Paris et du nord de la France.

## Engins moteurs de la ligne

### Autorails
- Autorails Michelin ZZR 1 et 2 (Michelines) du Centre autorails de Grenoble (du 01/07/1935 à 1937).
- Autorails Decauville ZZP 1 à 9 du PLM (puis de la SNCF) devenus X 52001 à X 52009 en 1962 en formant la série X 52000 du Centre autorails de Grenoble.
- Autorails Decauville XDC 2001 à 2110 du PLM (puis de la SNCF) devenus X 52101 à X 52110 en 1962 en formant la série X 52100 du Centre autorails de Grenoble.
- Autorails X 2400 des dépôts de Grenoble, de Lyon-Vaise et de Marseille-Blancarde (jusqu'en 1962, + X 2403 historique du 28 au 29/06/2008)
- Autorails X 2800 des dépôts de Lyon-Vaise et de Marseille-Blancarde (jusqu'en 1976)
- Autorails X 4200 sur Grenoble - Veynes - Digne uniquement (Alpazur de 1959 à 1975)
- Rames à Grand Parcours RGP-1 X 2720/X 2770 sur Grenoble- Veynes - Digne uniquement (Alpazur de 1981 à 1989)
- Autorails X 4500 des dépôts de Lyon-Vaise et de Marseille-Blancarde (de 1974 à 1976)
- Autorails X 4900 du dépôt de Marseille-Blancarde (à partir de 1975)
- Autorails X 72500 de la région Provence-Alpes-Côte d'Azur, en service actuellement
- Autorails X 73500 de la région Rhône-Alpes sur Grenoble - Gap uniquement, en service actuellement

### Locomotives
- Locomotives à vapeur 242 CT des dépôts de Portes-lès-Valence et de Grenoble.
- Locomotives à vapeur 141C du PLM, des dépôts de Grenoble, de Veynes et de Portes-lès-Valence (de 1932 à 1942).
- Locomotives à vapeur  141E (141C modifiées) de la SNCF, des dépôts de Grenoble, de Veynes et de Portes-lès-Valence (de 1942 à 1965.
- Locomotives à vapeur 141 R des dépôts de Grenoble et de Marseille-Blancarde, uniquement de Marseille à Veynes et de Grenoble à Veynes.
- Locomotives à vapeur 141R 1187 (nombreux trains spéciaux sur Grenoble - Veynes, Lyon - Grenoble - Veynes et uniquement le 13/07/1975 sur Veynes - Briançon).
- Locomotives diesel BB 66000 (sur Grenoble - Veynes)
- Locomotives diesel BB 67300, avec les trains Intercités Marseille - Briançon et le train Grenoble - Briançon jusqu'en 2005, et actuellement en service pour le fret.
- Locomotives diesel CC 72000, uniquement sur l'express Grenoble - Marseille via Veynes (en été  1972), et avec la CC 72084 pour le centenaire de la ligne Grenoble - Veynes (le 01/10/1978).
- Deux locomotives diesel de la série BB 75000, les BB 75074 (les 23 et 24/04/2008) et BB 75045 (que le 23/04/2008) en essais entre Livron et Veynes.

## Sources

#### Ouvrages
- Lucien Maurice Vilain, Les chemins de fer de montagne français, tome I et II, Presses Modernes, Paris, 1964.
- Jacques Defrance, Le matériel moteur de la SNCF, par, N.M., Paris, 1969, réédition 1978.
- Rudolf W. Butz, Chemins de fer des Alpes françaises, Butz, Zürich, 1978.
- L'étoile de Veynes, Presses et Éditions ferroviaires, Grenoble, 2002.
- Jean-Chaintreau, Jean Cuynat, Georges Mathieu, Les Chemins de fer du PLM, La Vie du Rail et La Régordanne, 1993.
- Patricia et Pierre Laederich, André Jacquot, Marc Gayda, Histoire du réseau ferroviaire français, Ormet, Valignat, 1996.

#### Revue et article
- Le Train, n° hors série, Les archives du PLM, , tome 1 l'histoire de la Compagnie des origines à 1899, Jean-Marc Dupuy, 2008.
- Le Dauphiné libéré, le centenaire de la ligne de Veynes à Briançon, édition des Hautes Alpes du 14/07/1975.
- La Vie du Rail, le centenaire de la ligne Veynes - Briançon" avec la 141R 1187, par William Lachenal, 1975.
- Voies ferrées, « La saga des Nez de cochon » sur les autorails Decauville des séries X 52000 et X 52100 du Centre Autorails de Grenoble, par William Lachenal, no 1 de septembre-octobre 1980.
- Voies ferrées, Deux BB 75000 dans les Alpes, par Jérôme Mourier, p. 31-36, no 168, juillet-août 2008.
- Voies ferrées, Un X 2400 sur l'étoile de Veynes, par Jerôme Mourier, et reportage photos, p. 37-47, no 169, septembre-octobre 2008.
- Le Train, Les trains des Alpes, par Jean Tricoire, numéro spécial 57, avril 2009.